# Angebots-Nutzungs-Modell
Nach dem Angebots-Nutzungs-Modell ist Unterricht ein von Lehrpersonen geschaffenes Angebot, das von Schülern genutzt werden kann (soll), um als Ertrag einen Lernerfolg zu erzielen.
Neben dem Unterricht (Angebot), der Lernaktivität (Nutzung) und den Lernergebnissen (Ertrag) werden Einflussfaktoren auf diese Unterrichtsmerkmale wie das Lernpotential der Schüler benannt und Zusammenhänge zwischen diesen postuliert. So dient das Angebots-Nutzungs-Modell als Rahmenmodell, das die komplexen Prozesse im Unterricht vereinfacht darstellt.
Es wurde von Helmut Fend entwickelt und von Andreas Helmke und Franz Weinert um- bzw. ausgebaut.
Seitdem nutzten viele Bildungswissenschaftler dieses Modell als Grundlage ihrer Forschung und entwickelten es weiter.

## Angebots-Nutzungs-Modell nach Andreas Helmke

### Diagramm
Andreas Helmke (2007) formuliert das Angebots-Nutzungs-Modell folgendermaßen:

### Unterricht als Angebot
Dieses Modell geht davon aus, dass Lehrpersonen durch ihren Unterricht Lerngelegenheiten als Angebot schaffen, das die Schüler nutzen können bzw. sollen. Je besser die Qualität des Angebots, also des Unterrichts, ist, desto höher ist die Wahrscheinlichkeit von Lernerfolgen (die Nutzungsrate wird größer). Die Qualität des Unterrichts ist dabei unter anderem von der Lehrperson abhängig. Als Einflussfaktoren werden hier beispielsweise das professionelle Wissen der Lehrperson wie seine fachlichen und didaktischen Kompetenzen sowie die Überzeugungen und die Motivation der Lehrkraft genannt. Auch allgemeinere Eigenschaften wie die Lehrerfahrung und die Persönlichkeit der Lehrkraft beeinflussen die Qualität des Unterrichts.
Dabei spielt die zur Verfügung stehende Unterrichtszeit eine wesentliche Rolle. Je nach Schulform und -fach kann diese länger oder kürzer ausfallen. Der Kontext des Unterrichts (Klassenzusammensetzung, Schulform, Kollegium, Kulturelle Rahmenbedingungen, Ausstattung des Klassenzimmers etc.) beeinflusst, wie die Lehrkraft die Lerngelegenheiten gestalten kann.

### Lernaktivitäten als Nutzung
Das durch den Unterricht geschaffene Angebot an Lerngelegenheiten soll durch die Schüler in Lernaktivitäten genutzt werden. Lernen ist dabei als ein aktiver, selbstgesteuerter und individueller Prozess zu verstehen. Die Nutzungsrate wird somit auch von den jeweiligen Lernpotentialen der Schüler wie Vorkenntnisse, Motivation, Ausdauer, den eingesetzten Lern- und Gedächtnisstrategien beeinflusst. Diese wiederum sind Ergebnis familiärer Forderung bzw. werden durch den familiären Kontext beeinflusst. Auch der Kontext der Schule wie die Anstrengungsbereitschaft der anderen Lernenden hat einen Einfluss wie jeder Einzelne das Lernangebot im Unterricht nutzen kann.

### Lernergebnisse als Ertrag
Durch Lernaktivitäten können Schüler das Angebot der Lehrkraft nutzen und für sich Lernergebnisse als Ertrag ihrer Aktivitäten erzielen. Diese können vielfältig sein. Neben einem Zuwachs von fachbezogenen Inhalten und Fähigkeiten, können auch fächerübergreifende Kompetenzen wie Lern- oder Problemlösekompetenzen gestärkt werden. Auch erzieherisch können Wirkungen erzielt werden, indem beispielsweise das Selbstvertrauen oder die Selbständigkeit erhöht wird. Diese Lernergebnisse beeinflussen wiederum das Lernpotential für zukünftige Lernaktivitäten. Beispielsweise kann ein wachsendes Interesse am Unterrichtsfach die Motivation steigern oder negative Erfahrungen können sich hemmend auf zukünftige Aktivitäten auswirken.

## Angebots-Nutzungs-Modell nach Tina Seidel
Das Angebots-Nutzungs-Modell wurde von zahlreichen Bildungsforschern weiterentwickelt und für ihre Forschung angepasst. So formuliert Tina Seidel (2014) folgendes Modell in Anlehnung an Brühwiler und Blatchford (2011) sowie Seidel (2011):
Dieses Modell unterscheidet drei wesentliche Ebenen, mit denen die Angebot-Nutzung-Ertrag-Struktur abgebildet werden:
1. Angebotstrukturen
2. Nutzungsformen
3. Lernergebnisse

Innerhalb dieser Ebenen werden diejenigen Einflussmerkmale genannt, die das Angebot (Lehrprozesse im Unterricht) bzw. die Nutzung (Lernaktivitäten der Schüler) beeinflussen.

## Angebots-Nutzungs-Modell für die Hochschullehre
Das Angebots-Nutzungs-Modell kann auf die Hochschuldidaktik übertragen werden. Wie Kobarg und Metzger gezeigt haben, sind dafür keine grundsätzlichen Anpassungen in der Struktur oder den Elementen des Modells notwendig, sondern lediglich Änderungen in den Beschreibungen seiner Parameter. Diese sind folgende:
- Kontext des Bildungssystems: höhere Autonomie der Hochschulen und der Studierenden
- Kontext der Lehrveranstaltung (bzw. des Studiengangs oder Fachbereichs): fachspezifische Geschlechterverhältnisse
- Lehrkompetenz: bislang häufig keine formal erworbene Kompetenz des Lehrpersonals
- Lernumwelt der Studierenden: Erwerbstätigkeit, Erziehungs- oder Pflegeaufgaben
- Individuelle Voraussetzungen: Studienwahl, Berufserfahrung, Lernstrategien
- Lernaktivitäten: Freiwilligkeit der Teilnahme an Lehrveranstaltungen, Selbststudium
- Lernergebnisse: berufliche Qualifikation, soziale Fertigkeiten, Problemlösen

Die Unterschiede in den Kontextparametern sind größer als die in den eher lernnahen individuellen Parametern. So sind die Spielräume zur Gestaltung von Lehre an Hochschulen größer als an Schulen. Bislang liegen allerdings keine systematischen Untersuchungen zu den Auswirkungen und Interaktionen der im Modell identifizierten Faktoren auf die Lernaktivitäten und -ergebnisse vor; dies ist eine Aufgabe für zukünftige Forschung.
Das Modell kann außerdem für die hochschuldidaktische Beratung von Einzelpersonen und Institutionen genutzt werden. Bei Einzelpersonen kann es darum gehen, die Multikausalität und Komplexität des Lernens und Lehrens hervorzuheben. Institutionen können hingegen auch Änderungen an den Rahmenbedingungen vornehmen.

## Folgerungen aus dem Angebots-Nutzungs-Modell
Das Angebots-Nutzungs-Modell geht nicht davon aus, dass die Unterrichtsgestaltung bzw. die Lehrperson einen direkten Einfluss auf den Lernerfolg hat (ähnlich dem Nürnberger Trichter). Vielmehr muss das Angebot erst genutzt werden, was durch andere Faktoren wie die individuellen Voraussetzungen der Schüler beeinflusst wird. Damit wird die Rolle der Lernenden neben der Lehrkraft betont, um Lernerfolge erzielen zu können. Hieraus folgert Helmke unter anderem, dass es „den“ guten Unterricht nicht geben kann, da je nach den individuellen Voraussetzungen in der Klasse und den Lernzielen andere Lehrmethoden eingesetzt werden müssen.